# 山本唯三郎
山本 唯三郎（やまもと たださぶろう、1873年（明治6年）11月8日 - 1927年（昭和2年）4月17日）は、明治から大正にかけて活動した実業家。第一次世界大戦時の大戦景気で成功した「船成金」の一人。朝鮮半島で大規模な虎狩りを催して「虎大尽」とあだ名されたほか、名宝『佐竹本三十六歌仙絵巻』を一括して買い付けるなど、莫大な財産を豪快に使ったエピソードで知られるが、戦後恐慌で財産を失った。教育者・実業家の青木要吉は実兄。妻の父は衆議院議員石黒涵一郎で、山本も衆議院議員選挙に2度出馬した（落選）。
派手な行動は当時から注目され、「成金の中の成金」とも「没落成金の典型」とも評される人物である。一方、本人も自負したように貧窮の中から身を立てた苦学の人で、青年期にキリスト教に接して同志社や札幌農学校に学び、成功ののち母校や郷里岡山県の文化・教育事業に寄付を惜しまなかったという側面も有しており、「文人肌の起業家」「フィランソロピスト」として評価しようとする見解もある。

## 生涯
山本唯三郎は1873年、岡山県久米北条郡鶴田（現在の岡山市北区建部町鶴田。垪和と総称される地域の一角）で、鶴田藩（旧浜田藩）士である坂斉正雪の三男として生まれた。6歳上の兄（正雪の次男）に青木要吉がいる。
唯三郎も兄の要吉も、ともに幼少時に養子に出され、唯三郎は4歳で母方の親族である山本竹次郎の養子となった。唯三郎は（養家の）家族とともに岡山市へ出て小橋町付近に暮らし、町内にあった環翠尋常小学校（現在の岡山市立旭東小学校）に上がった。しかし家が貧しかったために学資が続かず、竹細工を作って家計を支えたり、休学して豆腐屋で働いたりといった状況であった。10歳の時に職を求め、歩いて大阪に出た（鉄道はまだ開通しておらず、船賃もなかったため。1週間以上かかったという）。大阪では職を求めて歩き回った結果、印刷会社に職を見つけ、日給15銭の印刷工として働きながら、同志社系の学校である泰西学館の夜学に通って英語を学んだ。
1889年（明治22年）、17歳の時に一時帰郷し、兄の支援を受けて私立閑谷黌に通った。その後、要吉の援助（毎月3円）を受けて、かつて要吉も通った同志社に学んだ。しかし、要吉が教師として務めていた仙台の東華学校（同志社仙台分校）が廃校になり、要吉も市原盛宏とともにイェール大学に留学したために支援が果たせなくなり、唯三郎は同志社を中退に追い込まれた。しかし山本は札幌農学校に官費生として入学して学問を続け、新渡戸稲造などの指導を受けた。牛乳配達などを行いながらの苦学であったことは変わらなかった。
札幌農学校卒業後、新渡戸の後援を受けて石狩平野で開拓事業を手がけた。当時北海道では、国から貸し付けられた土地の開墾を10年以内に終わらせれば開墾者に開墾地を払い下げる制度（北海道国有未開地処分法）があり、33万平方メートルの荒れ地を4年で開墾した山本は、大地主となって成功を収めた。

### 松昌洋行の経営
日清戦争後の国際情勢の中で中国への関心が高まったことを背景に、山本の関心は中国に向かった。中国の天津に渡り、日中貿易に携わる「松昌洋行」で支配人として勤務した（市原盛宏や、渋沢栄一の口利きがあったという）。材木・石炭の貿易（日本から材木を中国へ輸出し、中国から石炭を日本へ輸入して販売した）を主要業務としていたこの会社で山本は頭角をあらわし、社長に就任した。社長を務めるかたわら中国事情に関する研究も熱心に行い、1912年には大部の著書『支那の将来』を出版している。
1914年に第一次世界大戦が勃発すると、船舶需要の急増を見越して船舶輸送業を強化。購入あるいは傭船した20隻以上の船を欧州航路などに投入し、巨万の富を築いた。松昌洋行は本社を東京に移して支店を神戸・天津に設け、アジアから北米にかけて代理店網を築き上げた。また、石炭や造船関係の会社経営にも乗り出した。山本唯三郎は大戦景気で成功した典型的な船成金であり、最盛期の資産は約4千万円だと噂された。

### 松昌洋行の関連会社
1917年（大正６年）に広島県安芸郡吉浦町の白峰造船所を買収し、資本金100万円の株式会社吉浦造船所と社名を改め経営を行った。さらに神戸市葺合の高尾造船鉄工所を40万円で買収し、船舶機械の製作工場とした。吉浦造船所は1919年10月に解散。ほかにも福岡鉱業株式会社、木屋瀬採炭株式会社、鞍手軽便鉄道株式会社、咸興炭鉱鉄道株式会社を経営した。

### 成金批判に対する抗議
派手な行動から、山本は世間から「成金の代表格」と見なされた。山本は『実業之日本』（1917年10月15日号）に「成金か成金か予は之に対して抗議を申し込む」という題で投稿を行い、刻苦奮闘した成功者までをも「成金」の名のもとに笑殺する風潮に異を唱えた。山本によれば「成金」とは「殆んど何等の勤労もせず、計画もなく、一朝にして奇利を僥倖し、一寒児より忽ち暴富者となったもの」を指すのであって、自分は決して世間でいうところの「成金」ではないのだという。なお、山本が自らの力行主義を証明しようとして行ったのが、この1917年11月から1か月にわたって行われた有名な虎狩りであった（後述）。この年の末には、『佐竹本三十六歌仙絵巻』を購入している（後述）。

### 政界への進出と挫折
山本の妻の父は代議士を務めた石黒涵一郎（立憲政友会）であり、石黒は引退生活を山本家で送っていた。1916年（大正5年）衆議院議員の補欠選挙が岡山県で行われると、山本は政友会の推薦を受けて出馬したが、山谷虎三に敗れて落選した。1916年には気晴らしを兼ねて妻子と中国旅行に出かけ、孫文とも面会した（旅の記録は『支那漫遊五十日』として刊行された）。
1920年（大正9年）、衆議院議員総選挙（第14回）に出馬するも落選した。本業の実業家としても第一次世界大戦終了後の不況（戦後恐慌）の波が直撃し、船舶需要が激減する中で、松昌洋行の経営は行き詰った。「池上御殿」と言われた4万7000坪の自宅をはじめとする邸宅や、三十六歌仙絵巻などを手放したのをはじめ、山本はほとんどの財産を失い、吉祥寺の自宅でわびしい生活を送ったという。1927年（昭和2年）、胃痙攣のために自宅で急死した（54歳没）。

## エピソード
内田信也（内田汽船）、山下亀三郎（山下汽船）など船成金は他にもあったが、山本唯三郎の豪遊ぶりは突出しており、「捨てるようにカネを使った」という。もっとも、『瀬戸内の経済人』を記した赤井克己は、「百円札に火をつけた」とされる件も含め、「船成金神話」がすべて山本の行動とされている嫌いがある、と述べている。

### 虎大尽

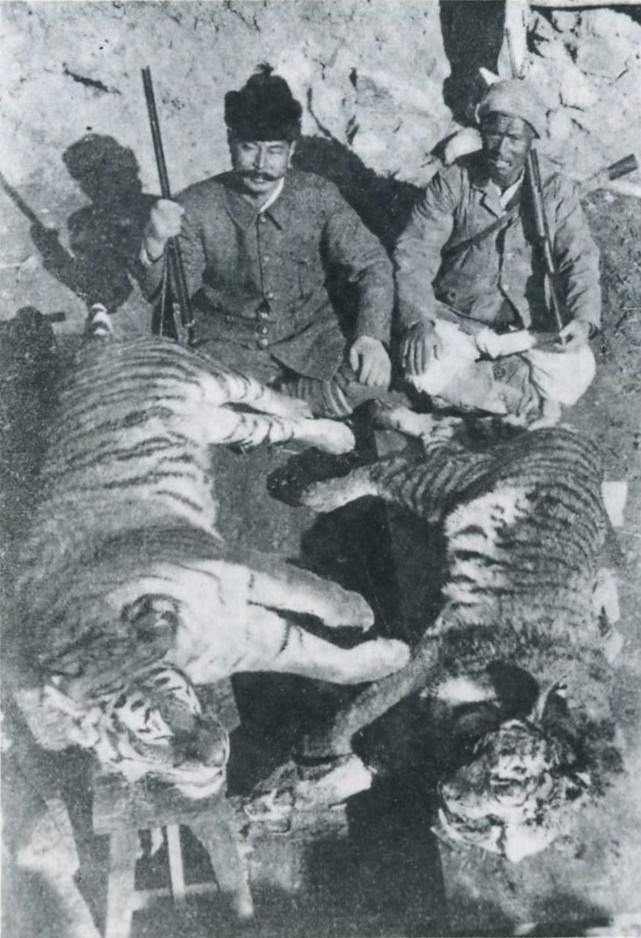
狩った虎2頭を前にした山本唯三郎

1917年（大正6年）に朝鮮半島で大規模な虎狩り、名づけて山本征虎軍を行ったことが有名である。山本は自らを「勤勉力行」の人物たることを証明するために虎狩りを行うと称したが、世間では前年の補欠選挙で山谷虎三に敗れ落選したため、腹いせで本物の虎を狩る決断したと噂された。
虎狩りの規模は並外れており、マスコミ関係者を含め総勢31名、現地で雇用した猟師やポーターを含めると150名にもなった。山本征虎軍は全体を8班に分け、1〜5班は咸鏡道方面、7・8班は全羅南道で虎狩りを、そして6班は別働隊として金剛山で熊狩りを約1か月間にわたって繰り広げた。彼らは自作の「征虎軍歌」、「虎来い節」などという歌を歌い、征衣を身に纏い虎狩りに赴いた。
1か月間の成果は虎2頭、その他豹、猪、鹿など貨車1両分になったという。虎狩り終了後、まず京城の朝鮮ホテルで、山縣伊三郎朝鮮総督府政務総監らを招き、虎などの獲物の試食会を行い、更に東京に到着後、帝国ホテルに清浦奎吾枢密院議長、田健治郎逓信大臣、仲小路廉農商務大臣、渋沢栄一、大倉喜八郎ら200余名を招き、大々的な虎肉試食会を行った。
当日は食堂の内外に虎狩りにちなんだ竹林を配し、獲物の虎、豹、熊、鹿などの剥製を展示、山本唯三郎自身が虎狩りの実演談を語り、更には舞台では虎狩踊りなどを披露した。しかし肝心の虎肉はトマトケチャップでマリネにして提供されたが、試食に耐えられるものではなかったという。
山本唯三郎はこの破天荒な虎狩りで世間から虎大尽と呼ばれるようになった。
山本は朝鮮虎（アムールトラ）2頭の標本（剥製）を皇太子（後の昭和天皇）と同志社に寄付した。アムールトラは朝鮮半島では後に絶滅したため貴重な存在で、後者は2011年2月の同志社標本館（醇化館）の閉鎖時点でも現存している。

### 佐竹本三十六歌仙絵巻の購入
1917年（大正6年）、旧秋田藩主佐竹侯爵家が手放した鎌倉時代の絵巻物『佐竹本三十六歌仙絵巻』を購入した。佐竹家が売り立てを行った際、大手古物商9人が合同して「入札史上空前の高値」35万3000円で落札したという名宝であったが、これを山本が買い取ったのである。後藤新平の勧めを受けて買い支えたといい、また別の説によれば料亭で遊興中に古道具屋から持ち込まれた話を即決したともいう。
しかし、第一次世界大戦後の不況を受け、早くも1919年（大正8年）には売りに出されることになった。しかしあまりの高額（総額37万6000円）のために一括しての買い手がつかず、三十六歌仙一人一人が切り売りされることになった。元所有者の山本には源宗于が贈呈された。

### 百円札に火をつけて玄関を照らす
函館の料亭で大散財の後に玄関で履物を履こうとしたところ暗くて良く見えないため、懐から百円札（当時の最高額紙幣）の束を取り出し火をつけた、という。芸者は驚いて消そうとしたが、「よせよせ、そんな物ならいくらでもやる。鼻紙なんか何にするか。」とカバンから更に百円札の束を取り出し、鼻水が出てもいないのに鼻を拭く真似をしてみせた。これがいつの出来事かは不明だが、1918年（大正7年）当時は公務員初任給は70円だった。
後年、東京日日新聞社で記者・諷刺漫画家を務めていた和田邦坊は、「成金栄華時代」と題して、このエピソードと同じ状況の風刺画（「成金」が百円札に火をつけて「どうだ明くなったろう」と言っている）を描いている。このため、山本唯三郎がこの「成金」のモデルと見なされることがある。和田邦坊は1899年生まれで東京日日新聞社への入社は1926年であり、山本の全盛期に同時代的に描かれた風刺画ではない。「成金栄華時代」の確認される最も古い掲載媒体は、山本の死後に発行された『現代漫画大観第三編 明治大正史』（1928年8月、中央美術社）である。この書籍は明治・大正期の政治・社会・世相・風俗などのトピックを複数の漫画家が描いた作品集である。

### その他の奇行
山本唯三郎はその他にも巨万の富にあかせて様々な奇行を行ったとされる。
- 越中褌1万本を携え欧米を漫遊して「気を引き締めてもらうため」と称し、各地に在住の日本人に贈呈した。
- ある料亭では座敷一面に豆腐を敷き詰め、大勢の芸妓に揃いの衣装を着せて、青く塗った箸を苗に見立てて豆腐に植えさせる田植え遊びをしたという[11]。
- 貸切の特別列車に芸妓を大勢乗せて東京から京都に繰り出し、いくら金を出しているとは言ってもあんな事をさせては我が国の風教(風紀)を乱すと国会の貴族院で問題になり、鉄道省から叱られた。
- 箱根では芸妓を総揚げして裸の分列行進をさせた。
- 朝鮮の虎狩りから帰って間もなく、京都祇園の名妓「だん子」(16歳)を1万円の大金で落籍したが、後に山本を捨てて杵屋六左衛門の妻になってしまった。

## 社会事業
山本は、おそらく大阪で印刷工として働きながら同志社系の夜学に通っていた時期に、日本組合基督教会の大阪教会（宮川経輝牧師）で洗礼を受けてキリスト教徒となっており、青年時代にはなかなかの篤信家でもあった。同志社や新島襄に対する傾倒や、社会事業への関心も、これらに関連すると考えられる。

### 同志社への寄付

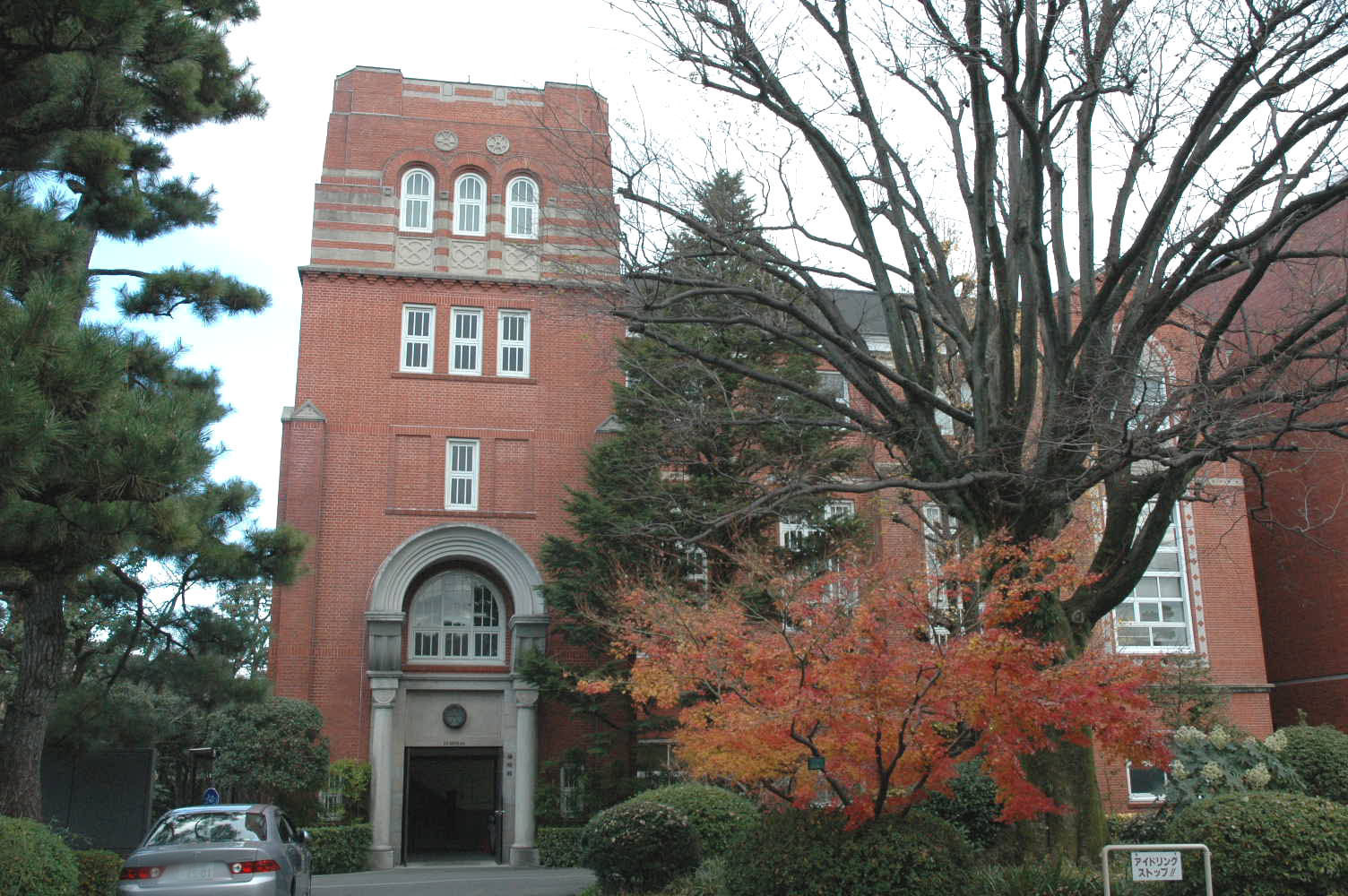
同志社啓明館

同志社に対して、山本はさまざまな寄付を行った。
1917年1月、山本は新島襄の胸像（田中親光作）を寄贈した。この像は第二次世界大戦時に金属回収で供出された。現在の像は石膏で取ってあった型を元に戦後に複製したものである。
同志社大学の設立に際しても、設立委員の一人となり、5000円の寄付をした（村井貞之助の1万円に次いで2位）。
また、新図書館建設費用として8万円を寄付した（当初は6万円を寄付したが、工事費が不足したため更に追加で2万円を寄付した）。1920年に完成した新図書館が同志社啓明館本館（ヴォーリズ設計）である。
このほか、新島襄の嗣子である新島公義を一時期松昌洋行に迎えている。

### 岡山市立図書館の寄付
1916年（大正5年）に設立が認可された岡山市立岡山図書館（現在の岡山市立中央図書館）は、山本が図書館建設資金の寄付を申し出たことから生まれた施設である。山本はその工費・施設費1万8000円を寄付した。
市立図書館は岡山市小橋町（現在の中区小橋町一丁目）、かつて山本が通った環翠小学校のあった敷地に建てられた。鉄筋コンクリート造り3階建ての建物は、当時はまだ珍しかった。1918年（大正7年）12月に挙行された開館式で山本は、式辞で「貧しくて学校で学べない子供は世の中に少なくないだろう、だが教育は学校だけに期待するものでもないはずだ、微力ながらこの図書館を寄附したのもそれゆえである」という趣旨の言葉を述べたという。
市立図書館は第二次世界大戦時の岡山大空襲で焼失し、場所も移転している。

### 山本農学校・山本実科高等女学校への寄付
郷里には教育振興のための資金（20万円）を寄付した。この資金をもととして、1918年（大正7年）、久米郡倭文東村桑下（現在の津山市桑下）に男女共学の山本実業学校が開校、翌1919年（大正8年）には山本農学校（男子）と山本実科高等女学校（女子）に改組された。
桑下は、鶴田藩の中心地である。その成立事情のため、藩主は里公文村（現在の津山市里公文）の庄屋宅に仮住まいしていたが、明治4年（1871年）に隣接する桑下村に藩主邸宅「西御殿」が築かれ、藩主が移転した。政庁は領内数か所に分散しており（山本の出生地であり、藩名に採用された鶴田村もその一つ）、西御殿付近に政庁「東御殿」を建設する計画もあったが、廃藩置県によって中止された。山本の学校は東御殿計画地に建てられたという。
石川潔太（元陸軍少将）、次いで湛増庸一（農学者、のち衆議院議員）が校長を務めた（いずれも久米郡出身）。しかし、この学校は1927年（昭和2年）に廃校となった。廃校となった理由は後述の記念碑にも明確に記されていないが、1927年は山本が没した年である。跡地には1978年（昭和53年）、卒業生らによって「山本農学校 山本実科高等女学校跡」の記念碑が立てられている。

### 山陽英和女学校への寄付
山陽英和女学校（現在の山陽学園中学校・高等学校）の校舎設立にも寄付を行った。
この学校は義父の石黒涵一郎（日本組合岡山基督教会の信徒でもあった）が設置者となって1886年（明治19年）に設立され、兄の青木要吉も関わる学校であった。

## 著書
- 『支那の将来』（実業之日本社、1912年）
  - 『支那の将来』 - 国立国会図書館デジタルコレクション
- 『支那漫遊五十日』（神田文吉発行、1917年）
  - 『支那漫遊五十日』 - 国立国会図書館デジタルコレクション
- 『征虎記』（吉浦龍太郎編集・発行、1918年）
  - 『征虎記』 - 国立国会図書館デジタルコレクション

### 訳書
- ヴィッサリング『支那幣制改革論』（松昌洋行、1913年）
  - 原著: G. Vissering, On Chinese Currency, 1877